# Acraephnes
Acraephnes is een geslacht van vlinders van de familie sikkelmotten (Oecophoridae), uit de onderfamilie Oecophorinae.

## Soorten
- A. nitida Turner, 1947
- A. nivea Turner, 1947